# Koszykówka na wózkach na Letnich Igrzyskach Paraolimpijskich 2004
Koszykówka na wózkach na Letnich Igrzyskach Paraolimpijskich 2004 w Atenach rozgrywana była między 18 – 28 września, w hali O.A.C.A. Olympic Indoor Hall. Do igrzysk zakwalifikowało się 12 drużyn – w turnieju mężczyzn, i 8 – w turnieju kobiet.

## Medaliści
| Konkurencja                  | Złoto | Srebro | Brąz |
| Turniej mężczyzn (szczegóły) | Kanada · David Durepos · David Eng · Travis Gaertner · Chris Stoutenburg · Patrick Anderson · Jaimie Borisoff · Adam Lancia · Ross Norton · Joey Johnson · Richard Peter · Roy Henderson · Brad Bowden                     | Australia · David Selby · Grant Mizens · Campbell Message · Brendan Dowler · Brad Ness · Adrian King · Daryl Taylor · Andrew Flavel · Shaun Norris · Tristan Knowles · Troy Sachs · Justin Eveson        | Wielka Brytania · Matt Byrne · Andrew Blake · Peter Finbow · Colin Price · Stuart Jellows · Ade Adepitan · Jonathan Pollock · Simon Munn · Terry Bywater · Kevin Hayes · Fred Howley · Sinclair Thomas           |
| Turniej kobiet (szczegóły)   | Stany Zjednoczone · Susan Katz · Christina Ripp · Renee Tyree · Janna Crawford · Carlee Hoffman · Stephanie Wheeler · Teresa Lannon · Jennifer Howittt · Jennifer Warkins · Emily Hoskins · Patricia Cisneros · Jana Stump | Australia · Melanie Domaschenz · Jane Sachs · Paula Coghlan · Sarah Stewart · Shelley Chaplin · Kylie Gauci · Melinda Young · Liesl Tesch · Tina Mckenzie · Karen Farrell · Lisa Chaffey · Alison Mosely | Kanada · Sabrina Pettinicchi · Tracey Ferguson · Lori Radke · Linda Kutrowski · Danielle Peers · Shira Golden · Chantal Benoit · Arley McNeney · Karla Tritten · Kendra Ohama · Marni Abbott · Jennifer Krempien |

### Tabela medalowa
| Miejsce | Państwo           | Złoto | Srebro | Brąz | Razem |
| ------- | ----------------- | ----- | ------ | ---- | ----- |
| 1       | Kanada            | 1     | 0      | 1    | 2     |
| 2       | Stany Zjednoczone | 1     | 0      | 0    | 1     |
| 3       | Australia         | 0     | 2      | 0    | 2     |
| 4       | Wielka Brytania   | 0     | 0      | 1    | 1     |
|         | Razem             | 2     | 2      | 2    | 6     |